# 莲塘街道 (南昌县)
莲塘街道是中国江西省南昌市南昌县下辖的一个鄉鎮級行政單位。

## 歷史沿革
1912年属南乡莲塘、墨山区。1938年属四区莲塘镇、小蓝、邓埠乡。1949年8月县人民政府从谢埠镇迁此。1950年分属四区莲塘镇和邓埠、农联、斗门、小蓝乡，六区敷林乡。1951年分属四区邓埠、农联乡，七区定岗、埂头、敷林、沙窝、斗门、柏岗、墨山、小蓝、浒南乡和莲塘镇。1955年分属莲塘区定岗、埂头、敷林、沙窝、斗门、柏岗、小蓝乡和莲塘镇，富山区邓埠、沥山乡。1956年分属南溪区小蓝、敷林乡和莲塘镇，富山区沥山乡。1957年3月南溪区撤销，小蓝乡、敷林乡、莲塘镇改由县直辖。1958年1月，敷林乡并入莲塘镇，改名莲塘乡，仍由县直辖。1958年6月，沥山乡改由县直辖。是年9月，小蓝乡和沥山乡部分区域合并设立小蓝人民公社，莲塘乡改设为八一人民公社。1960年6月，成立莲塘城镇人民公社，由县直辖。1962年11月，复称莲塘镇。1984年5月，分属莲塘镇、小蓝乡、莲塘垦殖场。是年11月，成立莲西乡，与莲塘垦殖场两块牌子、一套人马。2000年12月，撤销莲西乡，成建制划归莲塘镇管辖，2001年11月，撤销小蓝乡，成建制划归莲塘镇管辖。2024年4月撤销莲塘镇，设立莲塘街道、银三角街道。

## 行政区划
莲塘街道共辖8个居委会和14个行政村，分别是：
府前路社区、莲富路社区、公园路社区、南井路社区、农贸街社区、莲南社区、斗柏路社区、莲垦社区、体育馆社区、定岗社区、澄湖西路社区、南农社区、莲武路社区、昌南客运站社区、小蓝社区、王家社区、斗门社区、莲塘村、斗门村、定岗村、王家村、彭家村、小蓝村、墨山村、埂头村和街上村。

## 交通
- 京九铁路：莲塘站